# ケーニグセグ・CC8S
ケーニグセグ・CC8Sとは、スウェーデンの自動車メーカーであるケーニグセグが製造・販売していたスーパーカーである。

## 概要
1997年にプロトタイプを公開、2000年のパリサロンで市販モデルが発表され、2002年より発売された。
シャーシはカーボン製で、ケブラー+アルミハニカムで補強されている。ボディもカーボン製で、フレームはセミモノコックを採用している。
リアスポイラーが取り除かれ、デザインとしては全体的にすっきりとした感じになっている。さらに着脱可能なルーフと、外側にせり出し上に持ち上がるという、一風変わったラプタードア（猛禽類の翼を連想させることから）を採用しているのが特徴。
エンジンはフォード製の4.7LV8をベースに、スーパーチャージャーを搭載した655PSのエンジンをMRレイアウトで搭載。最高速度は公称390km/h、0-100km/h加速は3.5秒と高い性能を秘めている。サスペンションは、F1の技術を注ぎ込んだダブルウィッシュボーンを採用。
高い性能を秘めているにもかかわらず、パリサロンでのプロトタイプ登場がポルシェ・カレラGTと重なってしまい、さらにケーニグセグそのものがメディアでの露出が極端に少ないことから、日本ではほとんど知られていない。
2002年～2003年まで製造され、生産台数は僅か8台のみである。後継車はCCR。